# ريتشارد ماهوني
ريتشارد دي ماهوني (من مواليد 28 مايو 1951)، سياسي أمريكي نشط في الحزب الديمقراطي. شغل منصب وزير خارجية أريزونا من عام 1991 حتى عام 1995. وهو حاليًا مدير كلية الشؤون العامة والدولية في جامعة ولاية كارولينا الشمالية، اعتبارًا من 1 يوليو 2012.